# Distrito de Pillpinto
El distrito peruano de Pillpinto es uno de los nueve distritos de la provincia de Paruro, ubicada en el Departamento de Cusco,  bajo la administración el Gobierno regional del Cuzco.
La provincia de Paruro desde el punto de vista de la jerarquía eclesiástica está comprendida en la arquidiócesis del Cusco.

## Antecedentes Históricos
Pillpinto es el más pequeño de los distritos de Paruro y representa un caso especial dentro de la provincia. Es además, uno de los distritos «jóvenes» de la provincia, habiendo sido creado recién el 11 de diciembre de 1963. Con el D.L N.º 14747 dada en el primer gobierno del arquitecto Fernando Belaúnde Terry; Pillpinto cuenta con 4 comunidades (Pillpinto, Ccahuatura, Taucabamba y Ccapa) este pueblo se caracteriza por ser un distrito con fuerte componente comercial; por ello una considerable parte de la población de su capital es altamente fluctuante debido a este hecho, morando en Pillpinto solo algunos meses del año.

## Ubicación geográfica
El distrito de Pillpinto se ubica al este de la provincia de Paruro en las coordenadas 13° 56′ 30″ de Latitud sur y 71° 46′ 00″ de Longitud oeste. Cuenta con una superficie de 79,13 km², que se emplaza a través de cuatro pisos ecológicos: Quechua Bajo, Quechua Alto, Suni y en menor medida, la Puna; en un rango altitudinal que va de los 2850 a los 4250 m s. n. m.m s. n. m. Pertenece en su totalidad a la cuenca del Apurímac por su vertiente izquierda; desde la cabecera de la cuenca, divisoria con el río Velille, hasta el piso del Valle del Apurímac. Está ubicado entre los distritos de Accha (Paruro) y Acos (Acomayo), a orillas del río Apurímac y en la parte baja de la quebrada Molino pampa, que tiene su cabecera en el distrito de Accha; orientándose mucho más a la provincia vecina de Acomayo, no solo en asuntos comerciales, sino inclusive en trámites administrativos.

## Población
Pillpinto tiene una población de 1.325 habitantes según datos del INEI (Instituto Nacional de Estadística e Informática).
De los 1.325 habitantes de Pillpinto, 643 son mujeres y 682 son hombres. Por lo tanto, el 51,47 por ciento de la población son hombres y el 48,53 mujeres.
Si comparamos los datos de Pillpinto con los del departamento de Cusco concluimos que ocupa el puesto 107 de los 108 distritos que hay en el departamento y representa un 0,1131 % de la población total de ésta.
A nivel nacional, Pillpinto ocupa el puesto 1.527 de los 1.833 distritos que hay en Perú y representa un 0,0048 % de la población total del país.
Resumen de Pillpinto:
Dato	Valor
Población total	1.325
Hombres	682
Mujeres	643
% hombres	51,47
% mujeres	48,53
ranking provincial	107 / 108
ranking nacional	1.527 / 1.833

## Recursos Turísticos
Playas de arena blanca a orillas del Río Apurímac.
Mirador de Condor Senqa en la Comunidad de Taucabamba a 4090 m s. n. m., desde donde se aprecia el vuelo de los cóndores y el cañón del río Apurímac.

## Productos
Palta en las variedades Fuerte y Hass, limón, tuna, durazno, maíz amiláceo, papa, miel, entre otros. 
En Pillpinto también encontrarás productores que se dedican a la crianza de animales menores como cuyes y gallinas, así como de Truchas.

## Autoridades

### Municipales
- 2021(29 de octubre)-2022
  - Alcaldesa: Isaura Fuentes Torres
- 2019-2021
  - Alcalde: José Cornejo.(Revocado)
- 2015-2018
  - Alcalde: Wilber Medina.
- 2011-2014[2]
  - Alcalde: Alcalde: Daniel Rosa Delgado, del Movimiento Gran Alianza Nacionalista (GAN).
  - Regidores: Mario A. Medina Bellota (GAN), Mariza Delgado Cusi (GAN), Juan De La Cruz Pacheco Candia (GAN), Rolando Fuentes Candia (GAN), Sergio Rocca Huallpa (UPP).
- 2007-2010
  - Alcalde: Juan Pablo Luza Sikuy.

- 2003 - 2006
  - Alcalde: Prof. Juan Valer Abarca (candidato de Perú Posible)
  - Regidores: Prof. Roly Gutiérez Fuentes, Sr. Apolinar Candia Carrasco. Sr. Iganacio Figueroa Paucar. Sra. Norma Delgado Cusi.

### Religiosas
- Párroco: Rvo Padre. Manuel Quispe Ahuanlla (Parroquia Nuestra Señora de la Asunción).

### Políticas
- Subprefecta: Marisa Delgado Cusi

## Festividades
- Carnavales Pillpinteños. Mes de febrero y marzo
- Cruz Velakuy o Santísima Cruz de Ccapa. Del 03  al 7 de mayo
- Velada del arco en Corpus Christi. Mayo o Junio.
- Fiesta Patronal en honor a la Mamacha Asunta de Pillpinto. Del 14 al 20 de agosto.
- Fiestas patronales en honor a la Virgen del Rosario de Taucabamba y Ccahuatura. Del 07 al 10 de octubre.
- Escenificación de la batalla del puente de Pillpinto. 26 de Noviembre (Se realiza en el marco de las actividades del aniversario el 10 de diciembre).
- Aniversario del distrito de Pillpinto. 11 de diciembre.
- Niño M´uchay. del 22 al 25 de diciembre.

## Reseña histórica de la Mamacha Asunta
La milagrosa, venerada y sagrada efigie de la Mamacha Asunta o Virgen Asunta de Pillpinto, es la representación de la Virgen María Asunta a los cielos, es decir, conmemora la elevación milagrosa de la Virgen María en cuerpo y alma al cielo, por obra y gracia de Dios Todopoderoso.
Pillpinto fue un pueblo muy importante durante la colonia española, ya que era considerado como un puerto, un primordial lugar de paso y de conexión entre los pueblos de Acomayo, Sangarará y sus aledaños con los pueblos de Paruro, Accha y Chumbivilcas. Por lo que era un lugar muy concurrido, años más tarde, sería Pillpinto, inclusive, un lugar trascendental en los intereses de Túpac Amaru II y su gesta revolucionaría, pues fue allí donde se libró la batalla del Puente de Pillpinto liderado por Tomasa Ttito Condemayta junto a valerosas mujeres, ancianos y niños que detuvieron el paso de las huestes realistas quienes se dirigían a emboscar a Tupac Amaru II en Sangarará y donde batallaron también los indios rebeldes alzados en armas, que daría origen posteriormente a la danza autóctona y símbolo del pueblo de Pillpinto, los Alzados o Runa Túsu.
En ese entender, no podía faltar un templo en esta jurisdicción, tal como lo mandaba el Obispo Manuel Mollinedo y Angulo, para que sirva de lugar de regocijo a los habitantes, que, en ese entonces, eran en su mayoría españoles y con los propósitos de evangelización de la Iglesia católica. Es así que, de los primeros indicios que se tiene sobre un templo en Pillpinto, nos remontamos a la carta del Fray Francisco Zamora de la orden mercedaria (1689), otrora párroco de la Doctrina de Accha Urinsaya quien en su extensa misiva hace una referencia al presbítero licenciado Francisco de Olarte, de quien se supone adquirió muchos bienes para el templo de Pillpinto y entre los que destacaba la imagen del Santo Patrón de San Luis Rey, quien en un principio era el verdadero Patrón del pueblo. Ya para inicios del siglo XIX aparece en los inventarios del templo de Pillpinto la sagrada efigie de la Virgen Asunta y quien se convertiría a la postre en la patrona del hoy Distrito de Pillpinto.
La leyenda que describimos a continuación trasciende desde nuestros ancestros y fue y es transmitida de generación en generación, y ésta narra el acontecimiento sobrenatural por el cual la Virgen Madre de Jesús Nuestro Señor se reveló ante el pueblo de Pillpinto, y es como sigue: 
En un día de rutina para los pobladores pillpinteños, hubo una mujer, quien era pastora y caminaba juntos a sus ganados y a los ganados de los vecinos más notables de Pillpinto y cuidaba de ellos, pero que en extrañas circunstancias estos animales empezaron a desaparecer uno por uno, ante esta situación, desesperada, alarmó a casi toda la población sobre lo que ocurría con los animales por lo que pidió ayuda y que fueran a buscarlos, los lugareños salieron en auxilio de la pastora y emprendieron la búsqueda, pero sin éxito alguno. 
Ya en el ocaso, sin la ayuda de los vecinos y sin fuerzas para continuar se dirigió hacia el lugar denominado Yarqhapata como última opción, y es allí donde de pronto se sorprendió al toparse con una bella y simpática doncella que peinaba su brillante y larga cabellera. En ese divino encuentro la pastora muy entristecida y exhausta preguntó si por ahí había visto pasar a sus ganados los cuales se les había extraviado inexplicablemente, a lo que la doncella le respondió que sí y que no se desesperara más, que los animales estaban pastando en tierra santa y que ella debía avisar a los demás habitantes sobre esta buena nueva. Inmediatamente la pastora bajó y corrió hacia el pueblo y reuniéndolos a todos les habló sobre el milagroso acontecimiento ocurrido en dicho lugar. 
Presurosos, los pobladores subieron al lugar de Yarqhapata hallando a todos sus ganados pastando conforme les había contado la pastora, sin embargo y para su asombro, no pudieron hallar a la doncella de los cabellos largos y brillantes a pesar de que la buscaron por todos los alrededores, es en esos instantes, que notaron que, hermosas mariposas revoloteaban en un mismo lugar como queriendo señalarles algo a los aturdidos pobladores, por lo que decidieron acercarse a las mariposas y cuando lo hicieron,  entre los pastizales encontraron la efigie de la Virgen María mirando a los cielos, era la Mamacha Asunta en el pueblo de Pillpinto.
Ante este prodigio, las autoridades y personajes principales del pueblo quisieron organizarse para poder traer la sagrada imagen desde el lugar de Yarqhapata al Templo de Pillpinto, pero era en vano los intentos, pues los pobladores no tenían la suficiente fe ni la confianza para poder realizarlo. Es en estas circunstancias que, en una noche de luna llena, la Virgen Asunta se aparece en sueños a los pobladores manifestándoles que solo bajaría al templo de Pillpinto en medio de las muchachas vírgenes del pueblo y en hombros de los valientes alzados que habían participado en batallas anteriores y que serían ellos sus guardianes celosos y protectores. 
Es así que, el pueblo al día siguiente de la revelación en sus sueños organizó una suntuosa fiesta para poder traer a la sagrada imagen al Templo de Pillpinto, tal y como lo manifestó la Virgen Asunta, acompañado de muchachas puras y vírgenes, quienes decidieron hacerlo bailando al compás de la hoy desaparecida danza Pauceña y en hombros de sus preferidos y elegidos, los Alzados. En memoria de la prodigiosa aparición de la Virgen María Asunta a los Cielos, los feligreses ancestros construyeron una capilla en dicho lugar que hasta hoy existe.
A nivel mundial, se conmemora la Asunción de la Virgen María a los Cielos en cuerpo y alma cada 15 de agosto, y los hijos católicos del pueblo de Pillpinto también venimos celebrando este acontecimiento desde hace más de 200 años, el cual es considerado en nuestro pueblo como la máxima expresión religiosa y que es de multitudinaria concurrencia, sin distinción de niveles culturales, socioeconómicos ni prejuicios raciales, rendimos justa veneración a la Patrona del Pueblo, El fervor católico a esta imagen de la Virgen María hace posible que desde lugares de todo el mundo Pillpinteños y Pillpinteñistas visiten Pillpinto para homenajear a su Santa Patrona.
La efigie milagrosa, durante todo el año y especialmente en los días de fiesta, luce sus lujosos vestidos y joyas preciosas, posee un anda tallada y adornada de bellas flores, y siempre sale de su templo en procesión únicamente en hombros de sus fieles vasallos, los alzados, para bendecir al pueblo de Pillpinto; mientras los feligreses entre clamores y lluvia de flores acompañan en la procesión  el recorrido de la sagrada imagen, el tañido de las campanas repican sin cesar, los hijos del pueblo y los visitantes echan llantos de alegría al reencontrarse con ella, pidiendo bienestar en sus vidas y la oportunidad de un nuevo reencuentro.